# Yaya Touré
Gnégnéri Yaya Touré (født 13. maj 1983 i Elfenbenskysten) er en fodboldspiller, som har spillet for FC Barcelona, Manchester City og Elfenbenskystens landshold.
Touré var angriber i sine unge dage, og han spillede centerforsvarer, bl.a. for Barcelona i Champions League finalen i 2009. Størstedelen af sin karriere var han dog midtbanespiller, hvor han blev regnet for en af verdens bedste på sin position. Han regnes også for en af Afrikas bedste spillere gennem tiden, og Touré blev kåret som Årets fodboldspiller i Afrika i 2011, 2012, 2013 og 2014.
Touré startede sin karriere i ASEC Mimosas i Elfenbenskysten, hvor han fik sin debut, da han var 18. Hans spil vakte interesse i Europa, og han spillede for Beveren, Metalurh Donetsk, Olympiakos og Monaco, før han skiftede til Barcelona i 2007. Han spillede over 100 kampe for klubben og var en del af det historiske Barcelona-hold, der i 2009 vandt seks trofæer i ét kalenderår. I 2010 skiftede Touré til Manchester City, hvor han spillede en central rolle for klubben, da den vandt mesterskabet i 2012 og 2014.
Touré spillede 101 landskampe for Elfenbenskysten fra 2004 til 2015 og deltog i VM-slutrunderne i 2006, 2010 og 2014. Han deltog også i seks Africa Cup of Nations i 2006, 2008, 2010, 2012, 2013 og 2015, hvor han fik to andenpladser i 2006 og 2012. I 2015 var han anfører, da Elfenbenskysten vandt turneringen.
Hans storebror Kolo Touré var hans holdkammerat hos Manchester City og på landsholdet.

## Titler
Olympiakos
- Alpha Ethniki: 2005–06[6]
- Græske pokalturnering: 2005–06[7]

Barcelona
- La Liga: 2008–09,[8] 2009–10[9]
- Copa del Rey: 2008–09[10]
- Supercopa de España: 2009[11]
- UEFA Champions League: 2008–09[12]
- UEFA Super Cup: 2009[13]
- FIFA Club World Cup: 2009[14]

Manchester City
- Premier League: 2011–12, 2013–14, 2017–18[15]
- FA Cup: 2010–11[16]
- Football League Cup: 2013–14,[17] 2015–16[18]
- FA Community Shield: 2012[19]

Qingdao Huanghai
- China League One: 2019[20]

Elfenbenskysten
- Africa Cup of Nations: 2015[21]

Individuelle priser
- Årets spiller i Elfenbenskysten: 2009[22]
- Årets fodboldspiller i Afrika: 2011,[23] 2012, 2013, 2014[5]
- CAF - årets hold: 2008, 2009, 2011, 2012, 2013, 2014, 2015
- ESM Team of the Year: 2013–14
- PFA Team of the Year: 2011–12 Premier League,[24] 2013–14 Premier League[25]
- Manchester City Player of the Year: 2013–14
- Africa Cup of Nations Team of the Tournament: 2015[26]